# Robert Smalls
Robert Smalls (5 aprile 1839 - 23 febbraio 1915) è stato un politico, editore, uomo d'affari e pilota marittimo statunitense. Nato in schiavitù a Beaufort, nella Carolina del Sud, durante la guerra civile americana liberò se stesso, il suo equipaggio e le loro famiglie requisendo una nave da trasporto confederata, la CSS Planter, nel porto di Charleston, il 13 maggio 1862, e facendola navigare dalle acque del porto controllate dai confederati fino al blocco statunitense che lo circondava. Poi pilotò la nave fino all'enclave controllata dall'Unione nella zona di Beaufort-Port Royal-Hilton Head, dove divenne una nave da guerra dell'Unione. Il suo esempio e la sua persuasione contribuirono a convincere il presidente Abraham Lincoln ad accettare i soldati afroamericani nell'esercito dell'Unione.
Dopo la Guerra Civile, Smalls tornò a Beaufort e divenne un politico, vincendo le elezioni come repubblicano alla legislatura della Carolina del Sud e alla Camera dei Rappresentanti degli Stati Uniti durante l'era della Ricostruzione. Fu autore della legislazione statale che prevedeva che la Carolina del Sud avesse il primo sistema scolastico pubblico gratuito e obbligatorio degli Stati Uniti. Fondò il Partito Repubblicano della Carolina del Sud. Smalls è stato l'ultimo repubblicano a rappresentare il 5º distretto congressuale della Carolina del Sud fino all'elezione di Mick Mulvaney nel 2011.

## Inizi
Robert Smalls nacque nel 1839 da Lydia Polite, una donna schiavizzata da Henry McKee. Lo partorì in una capanna dietro la casa di McKee, al 511 di Prince Street a Beaufort, nella Carolina del Sud. Crebbe in città sotto l'influenza della cultura Lowcountry Gullah della madre. Sua madre viveva come serva in casa ma era cresciuta nei campi. Robert era favorito rispetto agli altri schiavi, così la madre, preoccupata che potesse crescere senza capire la situazione dei lavoratori dei campi schiavizzati, chiese che venisse fatto lavorare nei campi e che assistesse alle frustate.
All'età di 12 anni, su richiesta della madre, il padrone di Smalls lo mandò a Charleston a lavorare come operaio per sedici dollari alla settimana, di cui poteva tenere un dollaro, mentre il resto del salario veniva pagato al suo schiavista. Il giovane lavorò prima in un albergo, poi divenne lampionaio. Negli anni dell'adolescenza, il suo amore per il mare lo portò a trovare lavoro sui moli e sulle banchine di Charleston. Smalls lavorò come scaricatore di porto, addetto al riggeraggio e alla costruzione di vele, e alla fine si fece strada fino a diventare timoniere, più o meno un timoniere, anche se agli schiavi non era consentito questo titolo. Di conseguenza, era molto esperto del porto di Charleston.
All'età di 17 anni, Smalls sposò Hannah Jones, una cameriera d'albergo schiavizzata, a Charleston il 24 dicembre 1856. Lei era più anziana di lui di cinque anni e aveva già due figlie. La loro prima figlia, Elizabeth Lydia Smalls, nacque nel febbraio 1858. Tre anni dopo ebbero un figlio, Robert Jr. che morì all'età di due anni. Robert intendeva pagare la loro libertà acquistandoli a titolo definitivo, ma il prezzo era alto, 800 dollari (equivalenti a 26.056 dollari nel 2022). Era riuscito a risparmiare solo 100 dollari. Avrebbe potuto impiegare decenni per raggiungere gli 800 dollari.

## Guerra Civile

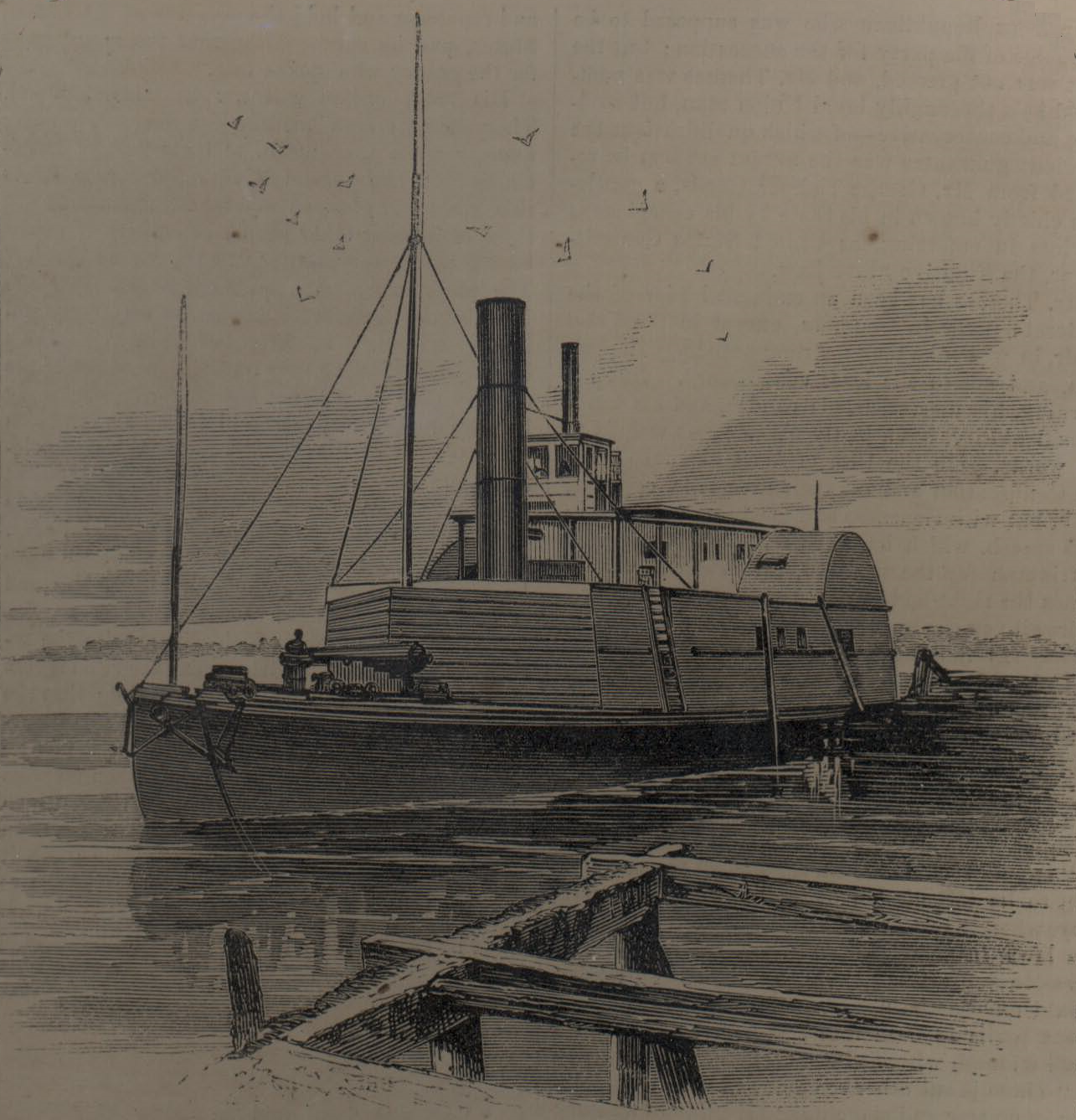
La cannoniera CSS Planter, condotta a Charleston da Robert Smalls nel maggio 1862.2

### Fuga dalla schiavitù
Nell'aprile del 1861, la Guerra Civile iniziò con la battaglia di Fort Sumter nel vicino porto di Charleston. Nell'autunno del 1861, Smalls fu assegnato al timone della CSS Planter, una nave da trasporto militare confederata leggermente armata, sotto il comando del comandante del distretto di Charleston, il generale di brigata Roswell S. Ripley. I compiti della Planter erano quelli di sorvegliare le vie d'acqua, posare mine e consegnare dispacci, truppe e rifornimenti. Smalls pilotò la Planter in tutto il porto di Charleston e oltre, sui fiumi della zona e lungo le coste della Carolina del Sud, della Georgia e della Florida. Dal porto di Charleston, Smalls e l'equipaggio della Planter potevano vedere la linea di navi federali di blocco nel porto esterno, a sette miglia di distanza. Smalls sembrava soddisfatto e godeva della fiducia dell'equipaggio e dei proprietari della Planter, e a un certo punto, nell'aprile del 1862, iniziò a pianificare una fuga. Ne discusse con tutti gli altri schiavi dell'equipaggio, tranne uno, di cui non si fidava.
Il 12 maggio 1862, la Planter viaggiò a dieci miglia a sud-ovest di Charleston per fermarsi a Coles Island, una postazione confederata sul fiume Stono che stava per essere smantellata. Lì la nave raccolse quattro grossi cannoni da trasportare in un forte nel porto di Charleston. Tornato a Charleston, l'equipaggio caricò sulla Planter 200 libbre (91 kg) di munizioni e 20 corde (72 m3) di legna da ardere.

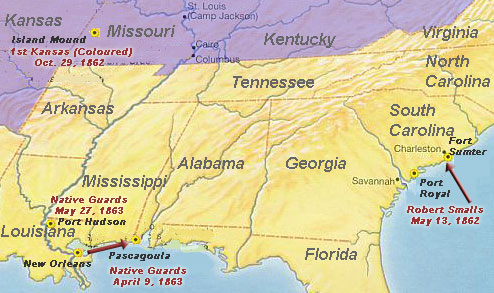
Mappa del primo coinvolgimento degli afroamericani nella Guerra Civile, compresa la liberazione della Planter da parte di Robert Smalls.

La sera del 12 maggio, la Planter attraccò come di consueto al molo sotto il quartier generale del generale Ripley. I suoi tre ufficiali bianchi sbarcarono per trascorrere la notte a terra, lasciando Smalls e l'equipaggio a bordo, "come era loro abitudine." (In seguito, i tre ufficiali confederati furono deferiti alla corte marziale e due condannati, ma i verdetti furono in seguito annullati.) Prima che gli ufficiali partissero, Smalls chiese al capitano Relyea se le famiglie dell'equipaggio potessero fargli visita, cosa che era occasionalmente permessa, ed egli approvò a condizione che partissero prima del coprifuoco. Quando le famiglie arrivarono, gli uomini rivelarono loro il piano.
Era la prima volta che le donne e i bambini ne sentivano parlare, anche se Smalls lo aveva detto di recente a [sua moglie] Hannah. Lei sapeva che Smalls desiderava fuggire, ma non aveva capito che stava formulando un piano e che intendeva eseguirlo. Lei fu colta di sorpresa, ma si ricompose subito e gli disse: "È un rischio, caro, ma tu, io e i nostri piccoli dobbiamo essere liberi. Andrò, perché dove morirai tu, morirò anch'io" Le altre donne furono meno ferme. Piangevano e urlavano quando vennero a sapere in cosa erano incappate, e gli uomini si sforzarono di calmarle.... Più tardi, una volta superato lo shock, quelle donne ammisero di essere felici di avere una possibilità di libertà....
A un certo punto, tre membri dell'equipaggio finsero di scortare i membri della famiglia a casa, ma fecero il giro e si nascosero a bordo di un altro piroscafo[c] attraccato al molo dell'Atlantico settentrionale. Verso le 3 del mattino del 13 maggio, Smalls e sette degli otto membri dell'equipaggio ridotti in schiavitù intrapresero la fuga precedentemente pianificata verso le navi di blocco dell'Unione. Smalls indossò l'uniforme del capitano e indossò un cappello di paglia simile a quello del capitano. Navigò con la Planter oltre quello che allora si chiamava Southern Wharf e si fermò a un altro molo per far salire sua moglie, i suoi figli e le famiglie degli altri membri dell'equipaggio.
Smalls guidò la nave oltre i cinque forti portuali confederati senza alcun problema, lanciando i corretti segnali con il fischio a vapore ai posti di blocco. La Planter era stata comandata dal capitano Charles C. J. Relyea, e Smalls copiò le maniere e il cappello di paglia di Relyea sul ponte per ingannare gli osservatori confederati dalla riva e dai forti. La Planter passò davanti a Fort Sumter alle 4:30 circa.
Quando gli schiavi quasi liberi si avvicinarono a Fort Sumter, la loro apprensione crebbe. Era il più armato dei forti confederati e tendeva ad essere presidiato dai soldati più sospettosi. Uno degli uomini a bordo disse in seguito: "Quando ci avvicinammo al forte tutti gli uomini, tranne Robert Smalls, sentirono le ginocchia cedere e le donne ricominciarono a piangere e a pregare" Mentre la Planter si avvicinava al forte, diversi uomini esortarono Smalls ad allontanarsi. Smalls rifiutò, dicendo che tale comportamento avrebbe quasi certamente destato sospetti. Guidò la nave lungo la sua normale rotta, lentamente, come se si stesse semplicemente godendo l'aria del primo mattino e non avesse particolare fretta. Quando Fort Sumter lanciò il segnale di sfida, Smalls fece di nuovo i segni corretti con la mano. Ci fu una lunga pausa. Il forte non rispose immediatamente e Smalls si aspettava che il fuoco dei cannoni facesse a pezzi la Planter da un momento all'altro. Infine, il forte segnalò che tutto era a posto e Smalls salpò con la sua nave dal porto.
L'allarme fu lanciato solo dopo che la nave fu fuori dal raggio d'azione dei cannoni, perché Smalls, invece di virare a est verso Morris Island, si era diretto direttamente verso la flotta della Marina dell'Unione, sostituendo le bandiere ribelli con un lenzuolo bianco portato dalla moglie. La Planter era stata vista dalla USS Onward, che stava per sparare quando un membro dell'equipaggio notò la bandiera bianca. Al buio, il lenzuolo era difficile da vedere, ma l'arrivo dell'alba ne permise la visione.
Racconto del testimone:
Proprio mentre il cannone n. 3 di sinistra veniva alzato, qualcuno gridò: "Vedo qualcosa che sembra una bandiera bianca"; e in effetti c'era qualcosa che sventolava sul piroscafo e che sarebbe diventato bianco con l'applicazione di acqua e sapone. Mentre si avvicinava a noi, cercammo invano il volto di un uomo bianco. Quando scoprirono che non avremmo fatto fuoco su di loro, si scatenò una folla di contrabbandieri sul ponte, alcuni ballando, altri cantando, fischiando, saltando; altri ancora guardavano verso Fort Sumter e mormoravano ogni sorta di maledizione contro di esso e, in generale, contro "de heart of de Souf". Quando il piroscafo si avvicinò e passò sotto la poppa della Onward, uno degli uomini di colore si fece avanti e, togliendosi il cappello, gridò: "Buongiorno, signore! Vi ho portato alcuni dei vecchi cannoni degli Stati Uniti, signore!". Quell'uomo era Robert Smalls.

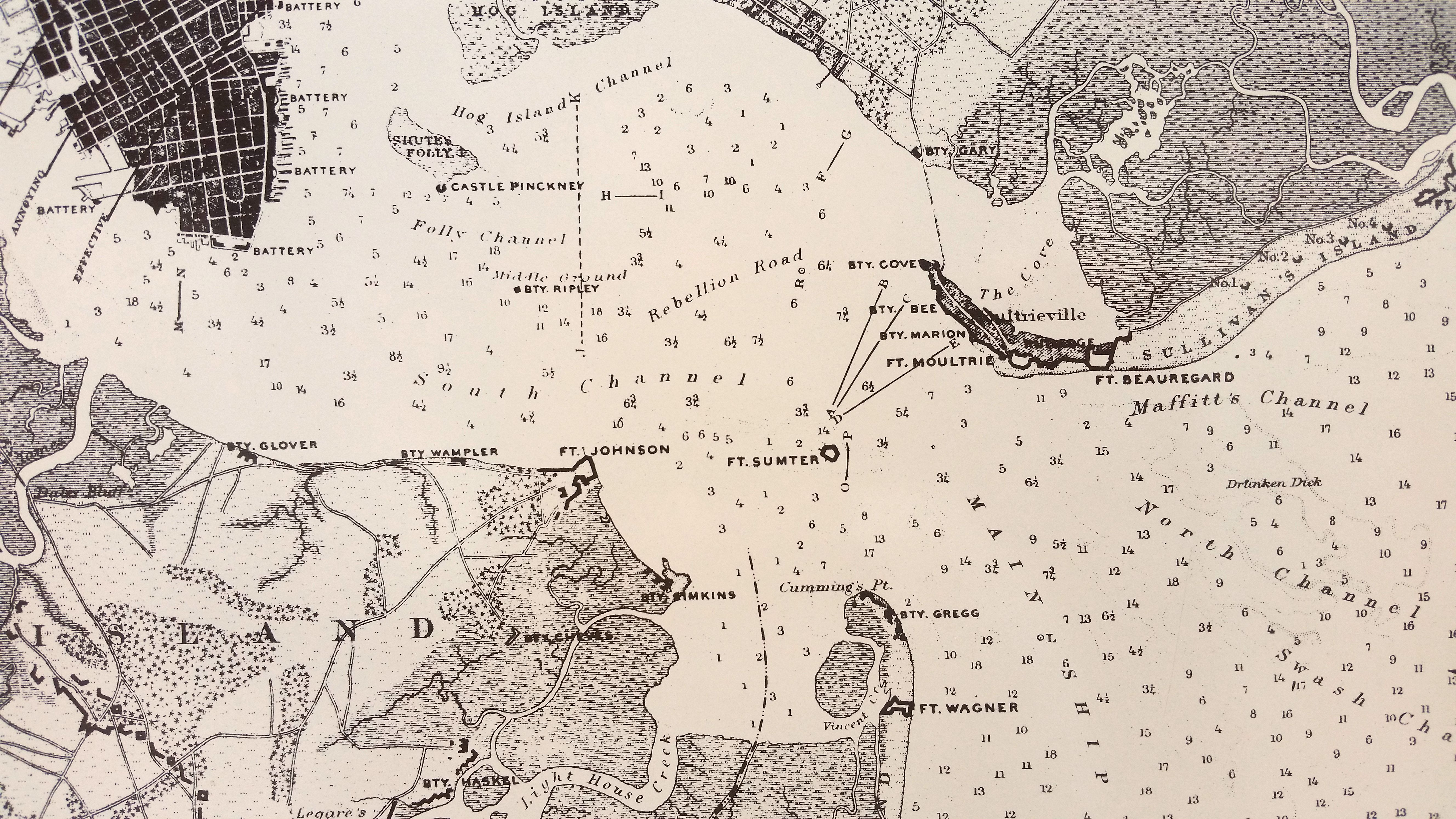
Indicazione del Monumento Nazionale di Fort Sumter della mappa delle difese del porto di Charleston

Il capitano della Onward, John Frederick Nickels, salì a bordo della Planter e Smalls chiese di esporre una bandiera degli Stati Uniti. Consegnò la Planter e il suo carico alla Marina degli Stati Uniti.[4] Il piano di fuga di Smalls era riuscito.
La Planter e la descrizione delle azioni di Smalls furono trasmessi dal tenente Nickels al suo comandante, il capitano E.G. Parrott. Oltre ai propri cannoni leggeri, la Planter trasportava i quattro pezzi d'artiglieria sciolti provenienti da Coles Island e 200 libbre di munizioni. La cosa più preziosa, tuttavia, era il libro dei codici del capitano contenente i segnali confederati e una mappa delle mine e dei siluri che erano stati piazzati nel porto di Charleston. La vasta conoscenza di Smalls delle vie d'acqua e delle configurazioni militari della regione di Charleston si rivelò molto preziosa. Parrott inoltrò nuovamente il Planter all'ufficiale di bandiera Du Pont a Port Royal, descrivendo Smalls come molto intelligente. Smalls fornì informazioni dettagliate sulle difese di Charleston a Du Pont, comandante della flotta di blocco. Gli ufficiali federali furono sorpresi di apprendere da Smalls che, contrariamente ai loro calcoli, erano rimaste solo poche migliaia di truppe a proteggere l'area, il resto era stato inviato nel Tennessee e in Virginia. Vennero anche a sapere che le fortificazioni di Coles Island, sul fianco meridionale di Charleston, erano state abbandonate ed erano prive di protezione. Queste informazioni permisero alle forze dell'Unione di catturare Coles Island e la sua serie di batterie senza combattere il 20 maggio, una settimana dopo la fuga di Smalls. L'Unione avrebbe tenuto l'insenatura di Stono come base per i restanti tre anni di guerra. Du Pont rimase impressionato e scrisse quanto segue al segretario della Marina a Washington: "Robert, l'intelligente schiavo e pilota della barca, che ha compiuto questa audace impresa con tanta abilità, mi ha informato [della cattura del cannone di Sumter], presumendo che sarebbe stata una questione di interesse". Egli "è superiore a tutti quelli che sono entrati nelle nostre linee - intelligenti come molti di loro".

## Nei media
Nel 2016 la trasmissione a.C.d.C. di Rai Storia ha realizzato il film-documentario in 4 puntate Blood and Glory, di cui una monograficamente dedicata a Robert Smalls.